# Hội nghị cấp cao Đông Á lần thứ 6
Hội nghị cấp cao Đông Á là hội nghị thường niên hàng năm của các nước Đông Á bao gồm 10 nước Đông Nam Á, 3 nước Đông Bắc Á, cùng với Ấn Độ, New Zealand, Úc và các khách mời. Hội nghị thường diễn ra vào các tháng cuối năm. Hội nghị cấp cao Đông Á lần thứ 6 sẽ diễn ra tại Indonesia với các khách mời dự kiến là Hoa Kỳ và Nga.

## Các nước dự kiến tham dự
1. Các nước thuộc ASEAN
2. Ấn Độ.
3. Nhật Bản.
4. Nam Hàn.
5. Trung Quốc.
6. New Zealand
7. Úc
8. Hoa Kỳ
9. Nga